# 아시카가 요시미쓰

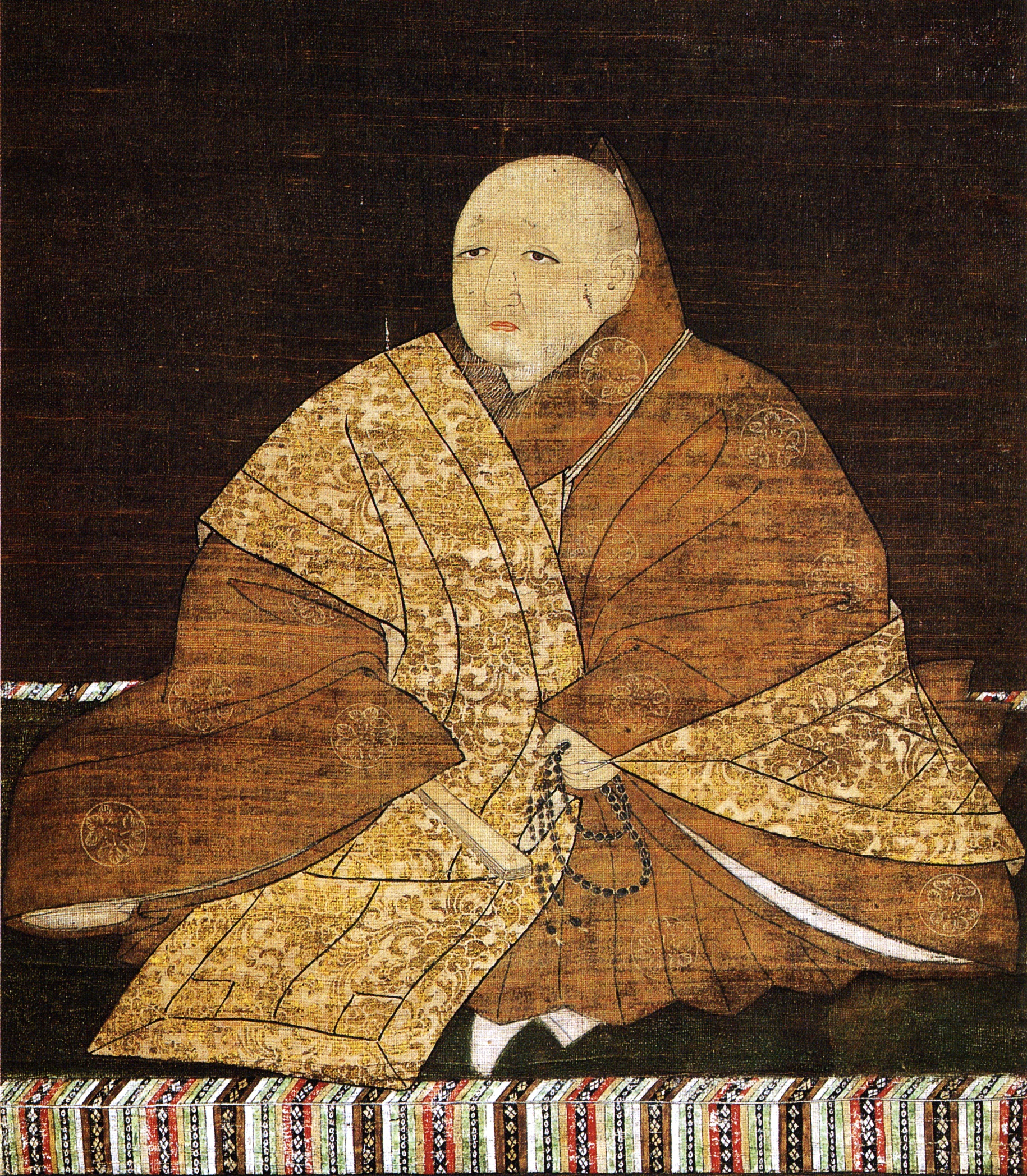
아시카가 요시미쓰

아시카가 요시미쓰(일본어: 足利義満, 1358년 9월 25일 ~ 1408년 5월 31일, 재위: 1368년~1394년)는 일본 무로마치 막부의 3대 쇼군이다. 봉호는 일본국왕(日本國王). 부친은 2대 쇼군 아시카가 요시아키라(足利義詮), 모친은 기노 요시코(紀良子)이다.
남북조의 분열을 통일하고 유력 슈고 다이묘의 세력을 억제하여 막부의 권력을 확립시켰으며, 긴카쿠지(金閣寺)라는 별칭으로 널리 알려진 로쿠온지(鹿苑寺)를 세워 기타야마 문화(北山文化)를 개화시켰다. 쇼군의 직위에서 물러난 이후엔 출가하였으나, 여전히 배후에서 실권을 장악하고 있었다.
요시미쓰는 쇼군의 저택을 무로마치(室町)로 옮겼기 때문에 무로마치도노(室町殿)라고도 불리기도 하였다. 이것이 뒤에 아시카가 가문의 쇼군을 가리키는 일반적인 호칭으로 정착하여, 정청을 겸한 쇼군 저택은 후의 역사용어로서 무로마치 막부, 아시카가 쇼군이 통치한 시대는 무로마치 시대라고 불리게 되었다.

## 생애

### 유년기부터 쇼군 권력 확립까지
1358년(쇼헤이 13년/엔분 3년) 8월 22일, 교토 가스가 히가시토인(春日東洞院)에 있는 막부 만도코로시쓰지(政所執事) 이세 사다쓰구(伊勢貞継)의 저택에서 태어났다. 조부 아시카가 다카우지의 사망으로부터 딱 100일 째 되는 날이었다. 요시미쓰는 장남이 아니었지만, 요시아키라와 그의 정실 시부카와 유키코(渋川幸子) 사이에서 태어난 장남 센주오(千寿王)가 요절한 뒤 유키코가 자식을 낳지 못하여 요시미쓰가 적남으로 취급받았다.요시미쓰가 어렸을 적의 막부는 남조와의 항쟁이 이어지는 가운데 아시카가 가문의 내분인 간노의 요란(観応の擾乱) 이래 막정을 둘러싼 다툼이 점점 심각해져 갔다. 이윽고 정쟁으로 실각한 호소카와 기요우지(細川清氏) 등의 유력 무장이 남조 세력에 가담하여 1361년(쇼헤이 16년/고안 원년)에는 기요우지와 남조의 구스노키 마사노리(楠木正儀)등이 교토를 점령하여 요시미쓰는 아카마쓰 노리스케(赤松則祐)의 거성 하리마국 시로바타 성(白旗城)으로 도망칠 수밖에 없었다. 다음해에는 막부·북조 측이 교토를 탈환했기 때문에 귀경했으나, 귀로에 셋쓰국에 묵었을 때 그 장소(아마가사키(尼崎) 근처)의 좋은 경치를 마음에 들어 하여“여기 경치가 좋으니까 교토에 가지고 돌아가자. 너희들이 짊어지고 가”라고 가신들에게 명하였다고 한다. 1367년(쇼헤이 22년/조지 6년)에 부친 요시아키라가 병사하자 요시미쓰는 10세의 나이로 무로마치 막부 제 3대 쇼군이 되었다.
1368년(쇼헤이 23년/오안 원년)에 효조하지메(評定始)를 행하고 4월에는 간레이 호소카와 요리유키(細川頼之)를 가관역(加冠役)으로 하여 성인식(元服)을 치렀다. 이 때 가관역을 맡은 요리유키를 비롯하여 중요한 역할은 모두 호소카와 가문에서 담당하였다. 1369년(쇼헤이 24년/오안 2년)에는 정식으로 쇼군에 취임했다. 막부 정치는 호소카와 요리유키를 필두로 아시카가 일문의 슈고 다이묘가 주도하였다. 요리유키는 오안 대법을 실시하여 토지 지배를 강고하게 만들고, 교토와 가마쿠라의 오산 제도를 정비하여 종교 통제를 강화했다. 또한 남조 최대의 세력권이었던 규슈에 이마가와 사다요(今川貞世, 이마가와 료슌)·오우치 요시히로(大内義弘)을 파견하여 남조 세력을 약체화시켜 막부 권력을 강화했다. 1374년(분추 3년/오안 7년) 요시미쓰는 히노 나리코(日野業子)를 부인으로 맞았다.
1378년(덴주 4년/에이와 4년)에는 저택을 산조 보몬(三条坊門)으로부터 기타노코지 무로마치(北小路室町)로 옮겨 막부의 정청으로 삼았다. 이전 후의 막부(무로마치도노)는 후에 “꽃의 어소(花の御所)”라 불리며 지금도 그 소재지에서 따와 무로마치 막부라 부르고 있다.
요시미쓰는 조정과 막부에 양분되어 있던 교토 시내의 행정권과 과세권 등도 막부로 일원화함과 동시에 슈고 다이묘의 군사력에 대항할 수 있는 쇼군 직속의 상비군인 호코슈(奉公衆)를 설치하고, 나아가 부교슈(奉行衆)라 불리는 실무 관료층의 정비도 꾀했다.
1382년(에이토쿠 2년)에는 개조로서 쇼코쿠지(相国寺) 건립을 개시하고, 다음해에는 스스로의 선 수행장으로서 탑두 로쿠온인(鹿苑院)도 창건했다.
1385년(시토쿠 2년)에는 도다이지·고후쿠지를 참배, 1388년(가케이 2년)에는 스루가국에서 후지산을 유람하고, 1389년(고오 원년)에는 아키국 이쓰쿠시마 신사(厳島神社)에 참배하는 등 시찰을 겸한 데몬스트레이션(권력 과시 행위)를 했다.

### 권력 강화와 남북조 합일
1379년(고랴쿠 원년), 요시미쓰는 반 요리유키파 슈고 다이묘인 시바 요시유키(斯波義将)와 도키 요리야스(土岐頼康) 등이 저택을 포위하고 요리유키의 파면을 요구하자, 요리유키를 파면하였다(고랴쿠의 정변). 후임 간레이에는 요시유키가 임명되었고 막부 정치의 주요 인사도 시바 파로 물갈이되었다. 요리유키에 대해서는 추토령이 내려졌으나 다음해에는 사면되어 숙로로서 막부 정치에 복귀했으며, 또한 정변 후에 요시미쓰의 쇼군 권력이 확립된 것으로 미루어볼 때 요시미쓰가 시바·호소카와 양 파의 항쟁을 이용하여 상호 견제하게 만든 것으로 여겨진다. 요리야스 사후 발생한 도키 가문의 내분에 개입하여 도키 가문을 토벌하였다(도키 야스유키의 난). 1391년(메이토쿠 2년)에는 야마나 가문의 내분에 개입하여 11개 국의 슈고를 겸하여 ‘6분의 1 나으리(六分一殿)’라 불리던 유력 슈고 다이묘 야마나 우지키요(山名氏清)를 도발하여 거병시켜 같은해 12월에 토벌하였다(메이토쿠의 난).
또한 요시미쓰는 1378년(에이와 4년) 3월에는 우근위대장(右近衛大将)에 임명되었고(쇼군이 우근위대장을 겸무한 것은 가마쿠라 막부의 고레야스 친왕 이후로 처음), 5개월 뒤에는 곤노다이나곤을 겸무하였다. 이후 조정의 장로인 니조 요시모토(二条良基)의 지원을 받으면서 공가 사회의 일원으로서 적극적으로 참가하는 자세를 보인다. 다음해 8월 14일, 도오치 도오야스(十市遠康)등 남조측 무가에게 빼앗긴 사사령의 반환을 요구하는 고후쿠지의 대중이 가스가 신사의 신목을 받들어 교토 안으로 들어와 강소(強訴)했다. 섭관 이하 후지와라 씨 계열의 공경은 신목의 신위를 두려워하여 출사를 자중하여 궁중 행사가 정체되던 중, 요시미쓰는 자신은 미나모토 씨라는 것을 이유로 계속 출사하여, 1380년(고랴쿠 2년)에는 일시 중단되어 있던 조정 행사들(御遊始・作文始・歌会始)을 대대적으로 재흥하여 역으로 대중을 위압하였다. 이 때문에 같은해 12월 15일에 대중과 신목은 막부의 도오치 토벌 약속 이외에 구체적인 성과를 얻지 못한 채로 나라로 돌아가 역사상 최초로 신목 입락에 의한 강소를 실패로 끝나게 만들어 사사 세력에 큰 타격을 입혔다.
요시미쓰는 조부 다카우지와 부친 요시아키라의 관위를 훨씬 뛰어 넘어 내대신, 좌대신에 취임하여 승진을 계속해 나갔다. 1383년(에이토쿠 3년)에는 무가로서는 처음으로 겐지 장자(源氏長者)가 되었고, 준삼후(准三后) 선하를 받아 명실공히 공무 양 세력의 정점에 올랐다. 섭관가의 사람들에게도 헨기(偏諱)를 내리는 등 그 위세는 점점 강력해져 견제할 수 있는 자는 전혀 없었다. 또한 그때까지의 상황과 천황의 의사를 전하던 전주(伝奏)를 통하여 명령을 내려, 공무 일체화를 추진했다. 이러한 이례적인 조치도 산조 긴타다(三条公忠)가 ‘선례를 뛰어넘은 존재’라 평했듯이 공가측에서도 받아들여질 수밖에 없어 요시미쓰의 가신이 된 공가나 도키와이노미야 미쓰히토 왕(常盤井宮滿仁王)처럼 애첩을 바치는 자도 나타났다.
1392년(겐추 9년/메이토쿠 3년)에는 남조 세력이 전국적으로 쇠미했기 때문에 요시미쓰는 오우치 요시히로를 중개역으로 남조측과의 교섭을 진행하여 지묘인 계통과 다이가쿠지 계통이 교대로 천황위에 즉위하는 것(양통 질립)과 제 국의 국아령(国衙領)을 모두 다이가쿠지 계통의 소유로 할 것(실제로 국아령은 조금밖에 없었다)등의 화평안을 남조의 고카메야마 천황에게 제안하여 고카메야마가 가지고 있던 삼종의 신기를 북조의 고코마쓰 천황이 접수하여 남조가 해소되는 형태로 남북조 합일을 실현시켜 58년에 걸친 조정의 분열을 종결시켰다.
요시미쓰와 대립하여 고코마쓰 천황에게 양위한 고엔유 상황이 1393년애 사망하자 그 권력이 매우 확고해진 요시미쓰는 1394년(오에이 원년)에 쇼군직을 적남 아시카가 요시모치에게 물려주고 은거했지만, 정치상의 실권은 여전히 쥐고 있었다. 같은해, 종일위 태정대신으로 승진하였다. 다음해에는 출가하여 법명을 도기(道義)라 칭했다. 요시미쓰의 출가는 쇼군으로서 무가의 정점에, 태정대신 준삼후로서 공가의 정점에 선 요시미쓰가 남은 사사세력을 지배하는 지위를 얻기 위한 것으로 여겨진다. 요시미쓰의 출가 때 시바 요시유키를 비롯하여 많은 무가와 공가가 출가했다.
1395년(오에이 2년)에는 규슈 단다이로서 규슈에서 독자적인 권력을 쥐고 있던 이마가와 사다요를 파면하였다. 1399년(오에이 6년)에는 서국의 유력 다이묘 오우치 요시히로를 도발하여 요시히로가 사카이(堺)에서 거병하자 이를 토벌하여(오에이의 난) 서일본에서 요시미쓰에게 대항할 수 있는 세력도 배제되었다.

### 감합무역과 기타야마 문화
요시미쓰는 젊을 적부터 명에 대해 깊은 동경을 품어 왔다. 그 예로서 1394년(메이토쿠 5년)에 이루어진 개원 때의 사건을 들 수 있다. 요시미쓰는 명 태조 홍무제의 치세를 따와 일본의 원호에도 '홍(洪)'자를 사용하도록 공작했다. 그러나 홍이라는 글자는 홍수와 관련이 있어 불길하다는 이유로 공가들이 반발하여 실현되지 못하고 오에이로 결정되었다. 이에 기분이 상한 요시미쓰는 자신이 살아있는 동안에는 다시 원호를 바꾸게 하지 않았다. 단, 이에 대해서는 이설도 있어 1408년(오에이 15년, 요시미쓰 사망)과 1413년(오에이 20년, 쇼코 천황 사망)에 제출된 개원의 의를 저지하여 자신이 살아 있는 동안에 원호를 바꾸지 않은 것은 자식 요시모치였다는 지적도 있다. 또한, 요시미쓰가 개원에 대해 강한 영향력을 가지고 있긴 했지만, 그 입장 자체는 동시대의 태정관에 열석한 공격의 범주에 머무는 정도로 그 발언력도 센고쿠 시대의 쇼군보다는 낮았다는 지적도 있다. 어느쪽이든 그 결과 오에이 원호는 메이지 이전에는 가장 긴 원호가 되었다.
요시미쓰는 명과의 정식 통교를 바랐다. 그러나 1374년(오안 7년)의 사자 파견은 명 측에서 남조의 가네요시 친왕을 '일본 국왕 가네요시'로서 일본에서의 유일한 정규 통교 상대로서 인정하고 있다는 것과 천황의 신하(모든 백성의 군주인 중국 황제가 보았을 때 그 가신인 천황의 가신은 배신)과의 통교는 인정할 수 없다는 방침 때문에 막부의 교섭은 결실을 맺지 못했다. 1380년(고랴쿠 2년)에도 '일본국 정이장군 미나모토노 요시미쓰'라는 명의로 교섭을 시작하려고 시도했으나, 이것도 천황의 가신과의 교섭은 할 수 없다는 이유와 국서의 수신인을 승상으로 했다는 이유로 입공을 거절당했다. 그래서 요시미쓰는 1394년 12월에 태정대신을 사직하고 출가했다. 이로써 요시미쓰는 천황의 신하가 아닌 자유로운 입장이 되었다.
1401년(오에이 8년), '일본국 준삼후 원도의(日本國准三后源道義)'라는 명의로 하카타(博多) 상인과 승려를 사절로 명에 파견하였다. 가네요시 친왕의 세력은 이미 몰락했으므로 건문제는 요시미쓰를 일본국왕으로 책봉했다. 동시에 명의 대통력(大統暦)이 일본국왕에게 수여되었고, 양국의 국교가 정식으로 수립되었다. 일본국왕이 황제에게 조공하는 형식을 취한 감합무역은 1404년(오에이 11년)부터 시작되었고, 또한 명의 요청으로 요시미쓰는 왜구를 진압하였다.
1402년 음력 7월에는 조선의 태종이 작년에 해적 소탕에 대하여 고마움을 표시하고, 교린의 신의를 더욱 도탑게 해 달라는 취지의 서한을 그에게 보내었다.
견당사 폐지 이래 독자적인 정책을 취하고 있던 공가 사회에서는 명 황제의 신하가 되는 조공 무역에 대해 불만과 비판이 많았으나 요시미쓰의 권세 앞에서는 공공연하게 발언하지 못하고 일기 등에 기록해 둘 뿐이었다.
1397년(오에이 4년)에는 사이온지 가문(西園寺家)으로부터 교토 기타야마의 저택을 양도받아 사리전(금각)을 중심으로 한 산장을 조영하였다. 이른바 기타야마도노(北山殿)가 이것으로 이 저택의 이름을 따 무가·공가·선종 풍의 문화가 융합한 그 시대의 문화를 기타야마 문화라 부르는 경우도 많다.

### 최후
오에이 15년(1408년) 4월 27일, 요시미쓰는 병으로 쓰러졌다. 4월 29일에는 병문안으로 찾아온 사람도 대면하지 못했다. 4월 29일 의사의 치료로 쾌유되는 듯 했으나, 5월 1일에는 다시 악화되었다. 이 때문에 쇼군 요시모치는 야마시나 노리후유(山科教冬)를 사자로 보내어 제 사찰에 요시미쓰 쾌유의 기도를 명했다. 그 외에도 간레이 등에 의해 요시미쓰 쾌유의 다양한 기도가 이루어졌다. 그러나 5월 6일 신시를 지나 유시 가까운 시각에 사망했다. 향년 51세.
법명 로쿠온인 덴잔 도기(鹿苑院天山道義). 도지인(等持院)에서 화장하고 쇼코쿠지 로쿠온인에 매장되었다.

## 같이 보기
- 조선통신사
- 천황제 폐지론

## 참고 문헌
- 맹사성 등 (1431). 《태종실록》.